# 糠坪
糠坪（ぬかつぼ）は、青森県弘前市の地名。郵便番号は036-8301。

## 地理
北西は楢木、北東は青女子、南は高杉に接する。

### 小字
小字として桜山・矢作がある。

## 沿革
- 1889年（明治22年） - 高杉村の大字。
- 1891年（明治24年） - 当時の記録では人口257、戸数39、厩15であった。
- 1955年（昭和30年） - 弘前市に編入、弘前市の大字になる。

## 世帯数と人口
2017年（平成29年）6月1日現在の世帯数と人口は以下の通りである。
| 大字             | 世帯数  | 人口  |
| ---------------- | ------- | ----- |
| 糠坪（小字全域） | 120世帯 | 370人 |

## 施設

### 消防
- 糠坪地区コミュニティ消防センター

## 小・中学校の学区
市立小・中学校に通う場合、学区は以下の通りとなる。
| 大字 | 番地 | 小学校             | 中学校             |
| ---- | ---- | ------------------ | ------------------ |
| 糠坪 | 全域 | 弘前市立高杉小学校 | 弘前市立北辰中学校 |

## 交通
- 弘南バス

糠坪、下糠坪（弘前バスターミナル - 糠坪・楢の木経由 - 堂ヶ沢・十腰内線）停留所。